# Sinal do S de Golden
Em medicina, o sinal do S de Golden é um sinal visto no imageamento do tórax que sugere uma massa central no pulmão ou colapso do pulmão. Foi primeiramente descrito por Golden, em 1925, em associação com o carcinoma bronquial, mas também é visto no câncer metastático, nos nós de linfa alargados e no colapso do lobo superior direito do pulmão.

## Aparecimento
O sinal do S de Golden pode ser visto em radiografias de plano tão bem quanto nas varreduras de tomografia computadorizada do tórax. O sinal é visto no pulmão direito como uma fissura menor distorcida, cujo aspecto lateral é côncavo inferiormente e cujo aspecto medial é convexo inferiormente. Isto produz uma aparência de "S reverso", responsável pelo sinal sendo ocasionalmente chamado de S reverso de Golden.